# Mishta-minishtikᐡ
Mishta-minishtikᐡ is een eiland van 7,5 km² in de Canadese provincie Newfoundland en Labrador. Het bevindt zich in het kratermeer van de Mistastinkrater.

## Toponymie
De benaming Mishta-minishtikᐡ (IPA: [mistə-ministuk]) komt uit het Innu, de taal van het gelijknamige volk dat traditioneel in het gebied leeft. De naam betekent letterlijk "groot eiland".
In het Engels wordt het eiland ook Horseshoe Island genoemd. Dit valt te vertalen als "hoefijzereiland", verwijzend naar de vorm van het eiland. De Innunaam is echter de enige officiële naam. 

## Geografie
Het eiland ligt centraal in Mistastin Lake, een meer in het noorden van de regio Labrador, nabij de grens met Québec. Dat meer ligt in de Mistastinkrater, een inslagkrater die zo'n 36 miljoen jaar geleden ontstond. Het boogvormige eiland van het kratermeer wordt geïnterpreteerd als de centrale opwaartse beweging van de complexe kraterstructuur. Het hoogste punt van het eiland ligt op zo'n 400 meter boven de zeespiegel en reikt dus bijna 65 meter boven het wateroppervlak van het meer.

## Geologie
De doelbodem van de meteoriet maakt deel uit van een batholiet die is samengesteld uit monzoniet, mangeriet en lenzen van anorthosiet. Er zijn overvloedige kenmerken van inslagmetamorfose te zien in de rotsen van Mishta-minishtikᐡ. Planaire vervormingskenmerken, diaflectisch glas, smeltgesteenten en shatter cones zijn geïdentificeerd.